# Agathia largita
Agathia largita är en fjärilsart som beskrevs av Louis Beethoven Prout 1932. Agathia largita ingår i släktet Agathia och familjen mätare. Inga underarter finns listade i Catalogue of Life.

## Bildgalleri

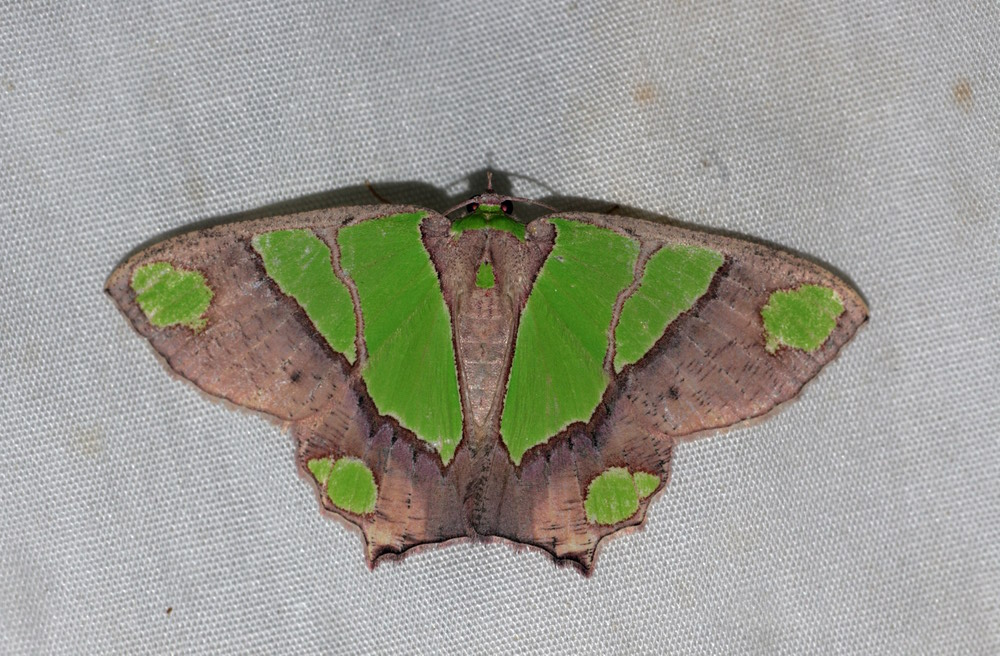